# Comune di Viborg
Il comune di Viborg (in danese Viborg Kommune) è un comune della Danimarca situato nella regione dello Jutland Centrale (Midtjylland).
Capoluogo e sede amministrativa è la città omonima.
Il comune è stato riformato in seguito alla riforma amministrativa del 1º gennaio 2007 accorpando i precedenti comuni di Bjerringbro, Fjends, Karup, Møldrup e Tjele.

## Centri abitati
I centri abitati principali del comune sono:
- Viborg (42 305)
- Bjerringbro (7 422)
- Stoholm (2 554)
- Karup (2 204)
- Løgstrup (1 914)
- Frederiks (1 796)

## Sport
Nella città ha sede una squadra di calcio professionista, il Viborg.